# Przygotujcie chusteczki
Przygotujcie chusteczki (fr. Préparez vos mouchoirs) – francusko-belgijska komedia romantyczna z 1978 roku w reżyserii Bertranda Bliera. Zdjęcia kręcono w Paryżu oraz w Walonii (Dinant, Florenville, La Louvière).

## Fabuła
Solange cierpi na depresję: rzadko się uśmiecha, mało je i pije. Czuje się słabo. Jej mąż Raoul stara się jej nie przemęczać i werbuje Stephane'a, który ma zostać jej kochankiem. Pomimo że on słucha Mozarta i każdą kieszonkową książkę ma ułożoną w kolejności alfabetycznej, Stephane'owi nie udaje się przywołać uśmiechu u Solange. Za to ona robi na drutach i wykonuje każdą pracę domową. Wszyscy włącznie z sąsiadem, który sprzedaje warzywa są przekonani, że Solange pragnie mieć dziecko. Cała trójka (Raoul, Solange i Stephane) biegają i trafiają do obozu szkolnego, gdzie spotykają Christiana - 13-letniego syna miejscowego dyrektora fabryki. Jego obecność wywróci życie Solange do góry nogami.

## Główne role
- Gérard Depardieu – Raoul
- Carole Laure – Solange
- Patrick Dewaere – Stéphane
- Michel Serrault – sąsiad
- Eléonore Hirt – pani Beloeil
- Jean Rougerie – pan Beloeil
- Sylvie Joly – paserka
- Riton Liebman – Christian Beloeil
- Liliane Rovère – Marta, barmanka

## Nagrody i nominacje
Oscary za rok 1978
- Najlepszy film zagraniczny

Złote Globy 1978
- Najlepszy film zagraniczny (nominacja)

Cezary 1978
- Najlepsza muzyka - Georges Delerue